# Владимир Крањчевић
Владимир Крањчевић (Загреб, 22. новембар 1936 — Загреб, 9. фебруар 2020) био је хрватски диригент, пијаниста и педагог.

## Школовање
Дипломирао је клавир на Музичкој академији у Загребу у класи Ладислава Шабана. Диригирање је студирао код Славка Златица у Загребу и Игора Маркевича у Монте Карлу, а магистрирао 1980. године код Војислава Илића.

## Каријера
Био је шеф диригент: Камерног оркестра „Ватрослав Лисински“ (1972-1976), Академског хора „Иван Горан Ковачић“ (1974-1987), Мешовитог хора ХРТ-а (1976-1982), Загребачких мадригалиста (1980-1985), Симфонијског оркестра ХРТ (1983-1988), у музичкој продукцији РТБ-а (1988-1991), Камерне опере Загреб (од 2006).
Обављао је дужности: директора Музичке школе „Ватрослав Лисински“ у Загребу (1972-1976), директора Опере ХНК-а у Загребу, (1994-2002), управника фестивала Вараждинских барокних вечери (1994-2006).
На Музичкој академији у Загребу је предавао од 1978. године.